# Wolfgang Weber (Wirtschaftswissenschaftler)
Wolfgang Weber (* 17. Februar 1939 in Mährisch Schönberg; † 1. Dezember 2019 in Paderborn) war ein deutscher Betriebswirtschaftler. Er war von 1995 bis 2003 Rektor der Universität Paderborn.

## Leben
Wolfgang Weber studierte Wirtschaftswissenschaften an der Universität Mannheim mit dem Abschluss Diplom-Kaufmann im Jahre 1968. Im Anschluss wurde er wissenschaftlicher Assistent an der Universität Mannheim. Nach seiner Promotion im Jahr 1971 zum Dr. rer. pol. war er von 1973 bis 1976 als Akademischer Rat an der Universität Mannheim tätig. 1980 habilitierte er an der Universität Mannheim für das Fach Betriebswirtschaftslehre.
1976 nahm Wolfgang Weber den Ruf als Professor für Betriebswirtschaftslehre, insbesondere Organisation und Personalwesen der neu gegründeten Gesamthochschule Paderborn an. 1982 wechselte er auf einen Lehrstuhl für Personalwirtschaft an die Wirtschaftsuniversität Wien und kehrte 1985 nach Paderborn zurück. Dort lehrte er Betriebswirtschaft mit dem Schwerpunkt Personalwirtschaft bis zur Pensionierung 2005.
Er war von 1978 bis 1979 und 1995 Dekan des Fachbereichs Wirtschaftswissenschaften der Universität Paderborn sowie von 1979 bis 1981 Prodekan. Prorektor für Planung und Finanzen der Universität Paderborn war er 1987 bis 1991. Mitglied des Gründungskomitees der und Wirtschaftswissenschaftliche Fakultät der Martin-Luther-Universität Halle-Wittenberg war er in den Jahren 1991–1993. 1995 wurde er zum Rektor der Universität Paderborn gewählt. Er führte die Universität nach der Wiederwahl bis 2003. Weber war Gründungsdekan der Fakultät für Wirtschafts- und Sozialwissenschaften der Universität Hamburg von 2005 bis 2003.
Von 1997 bis 1999 hatte er den Vorsitz der Landesrektorenkonferenz Nordrhein-Westfalen inne. In den Jahren 2002 bis 2004 war er Vize-Präsident der Hochschulrektorenkonferenz (HRK). von 2003 bis 2004 war Weber Präsident des Verband der Hochschullehrer für Betriebswirtschaft e. V. (VHB) und von 2005 bis 2006 Präsident der Federation of Scholarly Associations of Management (IFSAM).
Von 1977 bis 1994 war er für das Telekolleg mit den Kursen für "Betriebswirtschaftslehre" und "Betriebliches Rechnungswesen" auf Sendung. Er war 1987 einer der Gründungsherausgeber der Zeitschrift für Personalforschung.

## Ehrungen und Auszeichnungen
- 1995 – Ehrendoktorat Ph.D. h. c. Nottingham Trent University, UK
- 1998 – Ehrendoktorwürde Dr. h. c. Martin-Luther-Universität Halle-Wittenberg

## Ausgewählte Veröffentlichungen
- Das Identifikationsphänomen und seine Bedeutung als Determinante menschlichen Verhaltens in Organisationen. Dissertation. Mannheim 1971.
- mit Werner Kirsch und Manfred Michael: Entscheidungsprozesse in Frage und Antwort. Gabler, Wiesbaden 1973.
- Personalplanung. (= Sammlung Poeschel. Band 79). Poeschel, Stuttgart 1975.
- mit Eduard Gaugler: Einführung in das betriebliche Personalwesen. (= Fachkaufmann für das Personalwesen). Gabler, Wiesbaden 1976.
- mit Meinulf Kolb: Einführung in das Studium der Betriebswirtschaftslehre. (= Sammlung Poeschel. Band 84). Poeschel, Stuttgart 1977.
- mit Eduard Gaugler: Partizipation und Integration ausländischer Arbeitnehmer in deutschen Industriebetrieben. In: Die Betriebswirtschaft. 39. Jg., 1979, S. 103–106.
- Die Medien Film und Fernsehen im betriebswirtschaftlichen Hochschulunterricht. In: Zeitschrift für Betriebswirtschaft. -Ergänzungsheft Nr. 1, 1982, S. 65–76.
- als Hrsg.: Betriebliche Aus- und Weiterbildung. Ergebnisse der betriebswirtschaftlichen Bildungsforschung. Schoening, Paderborn 1983.
- The Impact of Population Change on Enterprise Behavior. In: G. Steinmann (Hrsg.): Economic Consequences of Population Change in Industrialized Countries. Springer, Berlin/ Heidelberg u. a. 1984, S. 404–415.
- Betriebliche Weiterbildung. Empirische Analyse betrieblicher und individueller Entscheidungen über Weiterbildung. Poeschel, Stuttgart 1985.
- als (Hrsg.): Einwanderungsland Australien. Athenäum, Frankfurt am Main 1987.
- Betriebswirtschaftslehre. (Telekolleg 2). TR-Verlag-Union, München 1988.
- mit Eduard Gaugler (Hrsg.): Handwörterbuch des Personalwesens. 2. Auflage. Poeschel, Stuttgart 1992.
- mit Otto Rosenberg: Betriebliches Rechnungswesen. (Telekolleg). Gabler, Wiesbaden 1992.
- mit Wolfgang Mayrhofer und Werner Nienhüser: Grundbegriffe der Personalwirtschaft. Poeschel, Stuttgart 1993.
- als Hrsg.: Schwerpunktheft Personalforschung an Hochschulen: Dissertationen zur Personalforschung. In: Zeitschrift für Personalforschung. Band 7, Heft 3, 1993.
- mit Wolfgang Mayrhofer, Werner Nienhüser, Maria Rodehuth und Bernhardine Rüther: Betriebliche Bildungsentscheidungen. Entscheidungsverläufe und Entscheidungsergebnisse. Hampp, München/ Mering 1994.
- mit Claudia Schnieder, Birgit Horak und Norbert Kortlüke: Die wirtschaftliche Bedeutung des Sports. (= Schriftreihe des Bundesinstituts für Sportwissenschaft. Band 81). Verlag Karl Hofmann, Schorndorf 1995.
- mit Rüdiger Kabst: Personalwesen im europäischen Vergleich. The Cranfield Project on International Strategic Human Resource Management. Paderborn 1996.
- Einführung in die Betriebswirtschaftslehre. (japanische Übersetzung der 2. Auflage), Tokyo 1996.
- mit Rüdiger Kabst: Flexibility in Germany. In: C. Brewster u. a.: Working Time and Contract Flexibility in the E.U. Cranfield Center for European Human Resource Management, Bedford 1996, S. 20–57.
- mit Marion Festing, Peter Dowling und Randall Schuler: Internationales Personalmanagement. Gabler, Wiesbaden 1998.
- mit Marion Festing, Yvonne Groening und Rüdiger Kabst: Financial Participation in Europe: Determinants and Outcomes. In: Economic and Industrial Democracy. Vol. 20, Nr. 2, 1999, S. 295–329.
- mit Susanne Gretzinger und Wenzel Matiaske: Kooperation und Konflikt in strategischen Netzwerken. In: Zeitschrift Führung und Organisation. (zfo), Jg. 71, 2002, Heft 1, S. 22–25.
- Human Resource management in Europe: challenges and trends. In: Economy, entrepreneurship, science and society in the XXI century. Univ. de Alcalá, Alcalá de Henares 2006, S. 613–619.
- Hochschulfusionen als strategische Maßnahme : Nutzung von Ergebnissen der Fusionsforschung In: Strategische Managementforschung – aktuelle Entwicklungen und internationale Perspektiven. Gabler, Wiesbaden 2008, S. 127–148.
- Personalforschung an Hochschulen: ausgewählte Dissertationen. In: Zeitschrift für Personalforschung. Band 24, 2010, S. 79–87.
- mit Marion Festing und Peter J. Dowling: Internationales Personalmanagement. 3., aktualisierte und überarb. Auflage. Gabler, Wiesbaden 2011.
- mit Rüdiger Kabst und Matthias Baum: Einführung in die Betriebswirtschaftslehre. 9., aktualisierte u. überarb. Auflage. Gabler, Wiesbaden 2014.
- mit Wenzel Matiaske (Hrsg.): Ideengeschichte der BWL: ABWL, Organisation, Personal, Rechnungswesen und Steuern. Gabler, Wiesbaden 2018.